# ティム・スウィーニー
ティモシー・ディーン・スウィーニー （Timothy Dean Sweeney、1970年～）は、アメリカのコンピュータゲームプログラマー、実業家、 自然保護主義者。Epic Gamesの創設者兼CEOであり、ゲーム開発プラットフォーム「Unreal Engine」の開発者として知られている。 

## 若年期
スウィーニーは3人兄弟の末っ子としてメリーランド州ポトマックで育った。幼い頃から彼は機械や電気装置をいじることに興味を持ち、5〜6歳の頃には芝刈り機を分解し、後に自分のゴーカートを作ったと語っている。アーケードゲームが1970年代後半に人気を博し始めた頃から興味を持ち始め、彼が分解して修理した機械装置のように、機械の中のゲームをプログラミングした人がいることを知っていた。 家族はAtari 2600を手に入れたが、スウィーニーはアドベンチャー以外のゲームにはあまり興味がなかった。後に、彼は人生でゲームを数多くプレイしたことがなく、クリアしたことも殆どないと述べている。 
11歳の時にスウィーニーは兄が経営するカリフォルニア州の新興企業を訪れ、そこで初期のIBMパーソナルコンピューターに触れた。スウィーニーはその週をそこで過ごし、BASICを学び、プログラミングに興味を持った。以前はコモドール64を使用していたが、スウィーニーはIBM PCの使いやすさを理解していた。彼の家族がApple IIを手にしたとき、スウィーニーはそれを使ってプログラミングを真剣に学び始め、Atari 2600ゲームの精神で『Adventure 2』を作ろうとした。スウィーニーは11歳から15歳の間に、オンライン掲示板の情報を使用してプログラムする方法を1万時間以上かけて独学で学び、いくつかのゲームを完成させたが、他人と共有したことはなかったと推定している。また、彼は兄から起業家の概念も学んだという。彼は10代の頃、地域の裕福な住民の芝生をプロのサービスの半額で刈ることを申し出て大金を稼いだ。 

## Epic Gamesの設立
スウィーニーは1989年頃からメリーランド大学に通い、機械工学を専攻していたが、依然としてコンピュータに魅了されていた。この頃に国家地理空間情報局に勤務していた父親からIBM PC ATをプレゼントされた。スウィーニーは、実家からコンピューターのサポートを提供するコンサルティング会社「Potomac Computer Systems」を設立したが、なかなか軌道に乗らず会社を棚上げにした。その後スウィーニーは、売れるゲームを作り、大学の勉強以外の夜間または週末にプログラミングするというアイデアを思いついた。そのためには、まずゲームをプログラムできるようにするためにPascal言語をベースとしたテキストエディターを作成する必要があり、テキストエディター自体をゲームにするというアイデアにつながり、これが『ZZT』の基礎となった。彼は大学の友人や近所の人々にZZTを評価してもらい、他のコンピューターユーザーに売れるものであると認識した。ゲームを配布するためにスウィーニーはシェアウェアモデルを検討し、当時の主要なシェアウェア制作会社「Apogee Software, Ltd.」のスコット・ミラーにZZTを配布する方法についてのアイデアを求めて手紙を書いた。彼はZZTを販売するためにPotomac Computer Systemsを復活させ、父親の助けを借りて通信販売を行った。ZZTの販売は好調で、毎日数本売れて1日あたり約100ドルにもなり、スウィーニーはゲーム開発を仕事にすることを決めた。彼はゲーム会社にふさわしい社名が必要なことを認識し、Potomac Computer Systemsを「Epic MegaGames」に改名した。

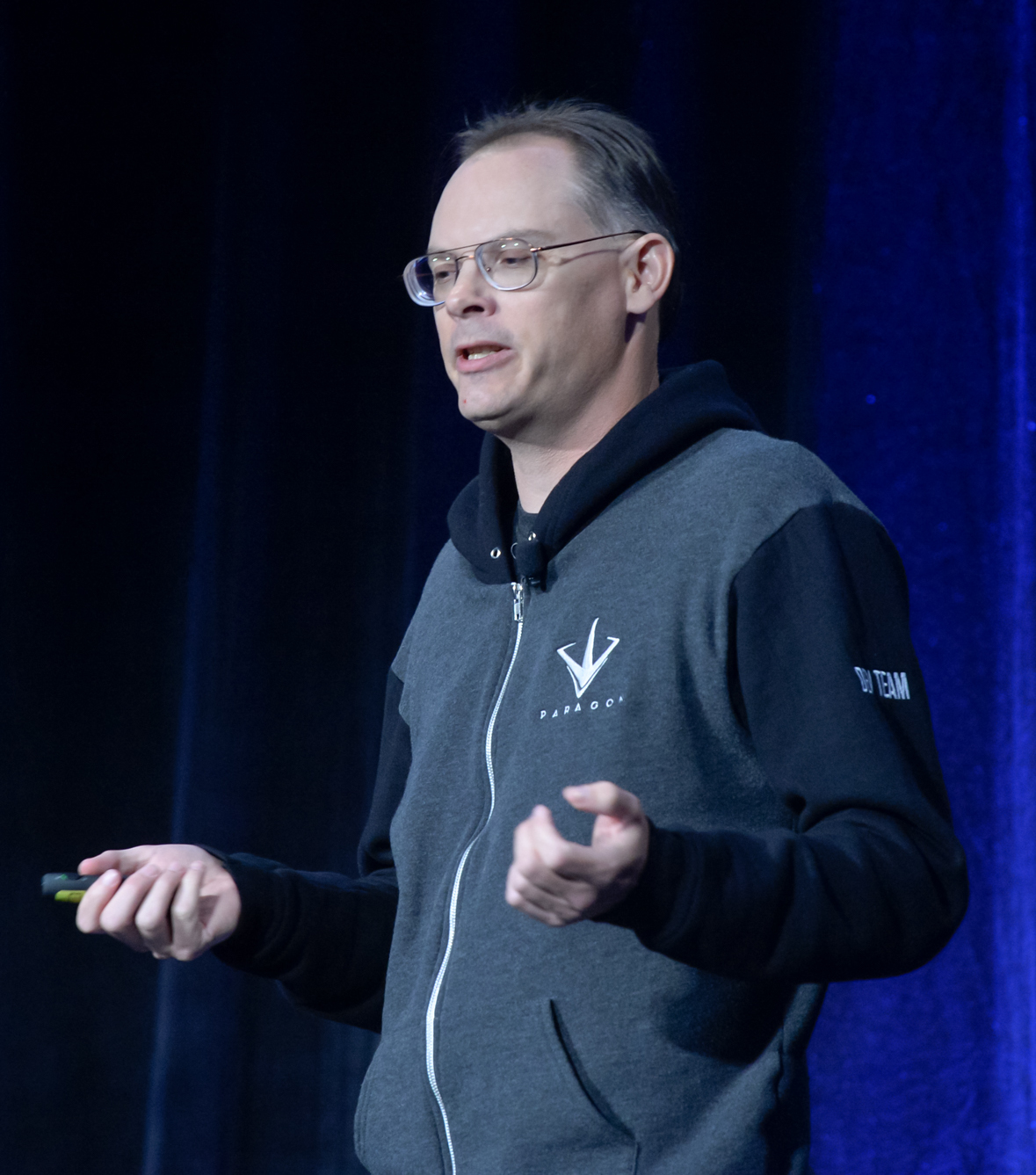
2016年のゲーム デペロッパーズ カンファレンスでプレゼンを行うスウィーニー

ZZTに続いて、スウィーニーは次回作『Jill of the Jungle』に取り組み始めたが、一人で完成させるにはスキルが不足していることがわかった。彼は4人のチームを結成し、1992年半ばまでにゲームを完成させた。開発を続けるために、スウィーニーはEpic MegaGamesのビジネスパートナーを探し、最終的にid Softwareを解雇されたばかりのマーク・レインに行きついた。レインは会社の成長と管理を支援したが、会社の成長のためにスウィーニーは１単位足りず学位を取得することはできなかった。スウィーニーは後に、1998年のファーストパーソン・シューティングゲーム『Unreal』や様々なゲームで使用されている「Unreal Engine」の開発に取り組んだ。『Unreal』の成功により、同社は1999年にノースカロライナに移転して社名をEpic Gamesに変更した。スウィーニーはコンピュータソフトウェアに関連するいくつかの特許を申請している。

## 保全と慈善活動
2008年の不動産暴落以来、スウィーニーは彼の財産を使いノースカロライナ州の広大な土地を保全のために購入した。2019年12月の時点で、彼は130を超える希少種や絶滅危惧種の植物や野生生物種が生息する7000エーカーの自然地域「ボックス・クリーク原生地域」を含む州内の5万エーカーの森林地を救出した。ボックス・クリーク原生地域のために1500万ドルを支払っていたスウィーニーは、この土地に送電線の建設を計画していた電力会社が起こした非難訴訟に勝利した後、この保全地役権を米国魚類野生生物局に寄付した。 
さらに、彼は保全プロジェクトに1500エーカーを寄付することでマウントミッチェル州立公園への拡張に参加した。

## 受賞と表彰
Wired誌は、2007年に大ヒット作『Gears of War』の背後にある技術「Unreal Engine 3」における彼の業績を評価し、「Rave Award」を授与した。 
2012年2月、スウィーニーは「アンリアルエンジンの登場でゲームの顔を変えたこと、そしてEpicがスタジオとしてコンシューマー向けと業界向けの両方の技術を新たな高みへと導くことに尽力したこと」でインタラクティブ芸術科学アカデミー（AIAS）の「Hall of Fame」（殿堂入り）に選出された。 
2017年、スウィーニーはゲーム・デベロッパーズ・チョイス・アワードの「Lifetime Achievement Award」（生涯功績賞）を受賞した。 
2019年、イギリスのコンピュータゲーム業界誌『MCV』がスウィーニーを「Person of the Year」（今年の人）に選んだ。また、ノースカロライナ住民の貢献を評価するThe News＆Observerの「Tar Heel of the Year」賞のファイナリストでもあった。

## 資産
フォーブスによると2020年8月時点で彼は53億ドルの純資産を有している。しかし、ブルームバーグは彼の資産を94億ドルと推定している。 

## 刊行物
- Tim Sweeney (2000). A Critical Look at Programming Languages. GameSpy – via Internet Archive.
- Tim Sweeney (2006). The Next Mainstream Programming Language: A Game Developer's Perspective. POPL – via MIT Computer Science and Artificial Intelligence Laboratory.
- Neal Glew, Tim Sweeney & Leaf Petersen (2013). A Multivalued Language with a Dependent Type System. Proceedings of the 2013 ACM SIGPLAN workshop on Dependently-typed programming.
- Neal Glew, Tim Sweeney & Leaf Petersen (2013). Formalisation of the λℵ Runtime. arXiv.